# Вечери
Вечери — деревня в Серпуховском районе Московской области. Входит в состав Липицкого сельского поселения (до 29 ноября 2006 года входила в состав Липицкого сельского округа).

## Население
| 2002 | 2006 | 2010 |
| ---- | ---- | ---- |
| 36   | ↗38  | ↗48  |

## География
Вечери расположены примерно в 16 км (по шоссе) на юго-юго-восток от Серпухова, на берегу озера Нерпетское, в пойме реки Оки, высота центра деревни над уровнем моря — 121 м. Вечери связаны автобусным сообщением с райцентром и соседними населёнными пунктами (маршрут № 33).